# Народная объединённая партия (Белиз)
Наро́дная объединённая па́ртия Бели́за (НОП, англ. People's United Party) — правящая в 1998—2008 и с 2020-го партия Белиза. Несмотря на христианско-демократическую идеологию, занимает скорее левоцентристские позиции и в целом менее консервативна, чем Объединённая демократическая партия Белиза. 
Основана в 1950 году Джорджем Прайсом, архитектором независимости страны, на базе профсоюзов как антиколониальная партия. Первоначально выступала за конституционные реформы, в частности, за предоставление избирательных прав всему взрослому населению Британского Гондураса. Уже на выборах 1954 года НОП завоевала 8 из 9 мест в Законодательном собрании. В ходе дальнейших конституционных реформ лидер НОП Джордж Прайс в 1961 году занял пост первого министра колонии.
Входит в Постоянную конференцию политических партий Латинской Америки и Карибского бассейна.

## Периоды нахождения у власти и в оппозиции
В 1981—1984 после обретения Британским Гондурасом независимости от Великобритании первым премьером Белиза стал основатель НОП Джордж Прайс, в 1989—1993: второй премьерский срок Джорджа Прайса. В 1998—2008 Белиз возглавляет новое руководство НОП во главе с Саидом Мусой. На парламентских выборах 5 марта 2003 завоевала 22 из 29 мест в Палате представителей, нижней палате Национального собрания Белиза. В начале 2004 потеряла одно место в результате довыборов после смерти одного из своих депутатов. Лидер партии Саид Муса с 1998 по 2008 являлся премьер-министром Белиза. В 2008 партия получила всего 6 из 31 места в парламенте. С 2008 года находится в оппозиции и её возглавляет Франсис Фонсека. Под его руководством выборах 2012 года партия получает 14 мест в парламенте, а на выборах 2015 года 12 мест. После того как лидером партии стал Хуан Брисеньо партия побеждает на парламентских выборах 2020 года, получив 26 мест из 31, а её лидер становится новым премьер-министром страны.